# Christopher Paolini
Christopher Paolini, ameriški pisatelj, * 17. november 1983, Južna Kalifornija, Združene države Amerike.
Znan je po seriji fantazijskih romanov z naslovom Dediščina, v okviru katere so izšli Eragon, Najstarejši in Brisingr. Zadnje knjige v seriji je Inheritance, naslovljena enako kot serija Dediščina.